# Lasioglossum anthrax
Lasioglossum anthrax là một loài Hymenoptera trong họ Halictidae. Loài này được Ebmer mô tả khoa học năm 1995.